# Hermitage Bridge (Perth and Kinross)
Die Hermitage Bridge ist eine Straßenbrücke nahe der schottischen Ortschaft Birnam in der Council Area Perth and Kinross. 1971 wurde die Brücke in die schottischen Denkmallisten in der höchsten Denkmalkategorie A aufgenommen.

## Geschichte
Dunkeld House war einer der Nebensitze der Dukes of Atholl, deren Stammsitz Blair Castle ist. John Murray, der spätere 3. Duke of Atholl, entwickelte ab 1758 den südlich gelegenen Landschaftspark The Hermitage und schloss sie an Dunkeld House an. Dort entstand im Jahre 1774 unter anderem die Hermitage Bridge, welche den Zugang zu dem Anwesen sicherte. Es handelte sich um einen Privatweg des Adligen, der mit der Übergabe des Anwesens an den National Trust for Scotland 1943 für die Öffentlichkeit zugänglich wurde.

## Beschreibung
Der Mauerwerksviadukt überspannt den Braan rund zwei Kilometer südwestlich seiner Mündung in den Tay. Die Ortschaft Birnam befindet sich rund zwei Kilometer östlich. Die Bogenbrücke war einst mit einem Tor verschlossen, dessen Pfeiler erhalten sind. Ihr Bruchsteinmauerwerk ist mit Mörtel verfugt. Die Hermitage Bridge überspannt den Braan mit einem einzelnen Segmentbogen. Durch den nördlichen Pfeiler verläuft ein Fußgängerweg. Ein Torweg führt zu der nahegelegenen Ossian’s Hall.